# Heinrich Kittel
Pour les articles homonymes, voir Kittel (homonymie).
Heinrich Kittel (31 octobre 1892 à Gerolzhofen - 5 mars 1969 à Ansbach) était un officier supérieur de l'armée allemande durant la Seconde Guerre mondiale.

## Biographie
Kittel commence sa carrière militaire en 1911 en s'engageant dans le 2e régiment d'infanterie (de) de l'armée bavaroise, avec lequel il participe également à la Première Guerre mondiale. Il la termine en tant qu'Oberleutnant et commandant de compagnie au 703e bataillon d'infanterie, qui est engagé auprès du Corps d'Asie au Proche-Orient.
Dans la Reichswehr, il sert de 1920 à 1931 dans le 20e régiment (bavarois) d'infanterie (de), interrompu par la formation d'aide au Führer. Il est promu Generalmajor le 1er avril 1942 et Generalleutnant le 1er août 1944. Il participa à de nombreuses opérations de la Seconde Guerre mondiale.
À partir du 14 novembre 1944, en tant que commandant de la forteresse de Metz, il assure le commandement de la 462e Volks-Grenadier-Division à la fin de la bataille de Metz. Blessé pendant les combats, il est capturé le 21 novembre 1944 à Metz. Une patrouille de la 95e Division américaine trouve le général Kittel dans un hôpital de campagne souterrain, proche de la caserne Riberpray. Grièvement blessé et sous morphine, Kittel avait participé aux derniers combats dans cette caserne, où il avait établi son quartier général. Mais le général Kittel refuse de capituler, arguant du fait qu’il avait cédé son commandement au colonel Von Stössel, commandant du groupe fortifié du Saint-Quentin.

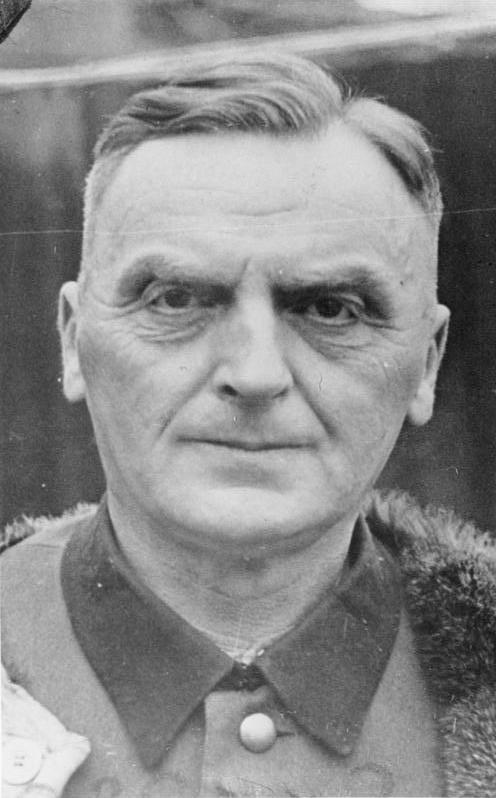
Kittel, prisonnier de guerre, fin 1944.

Le général Kittel surnomme par la suite les soldats de la 95e division d’infanterie américaine «The Iron Men of Metz», c’est-à-dire « les Hommes de fer de Metz », pour saluer leur détermination au combat.

### État de services
- Commandant du 42e Régiment d'infanterie (1939-1941).
- Führer-Reserve sur le secteur nord (1941-1942).
- Commandant de Stalino (1942).
- Commandant de Rostov (1942-1943).
- Commandant de Saporoshe (1943).
- Commandant de Krivoi-Rog (1943-1944).
- Commandant de Uman (1944).
- Commandant de Tarnopol (1944).
- Commandant de Lemberg (1944).
- Commandant de Cracovie 1944.
- Commandant de Metz et Commandant en chef de la 462e division de Volksgrenadier. (8 novembre 1944 - 22 novembre 1944).

## Décorations
- Croix de chevalier de la Croix de fer (12 aout 1944)
- Croix allemande, en Or (23 février 1944)
- Croix finnoise de la Liberté, première classe avec glaives (23 aout 1942)
- Croix de l'Ordre de Hohenzollen (Première Guerre mondiale)